# (26902) 1995 YR
1995 واي أر (ويعرف أيضًا باسم (26902) 1995 واي أر وفق تسمية الكوكب الصغير) (بالإنجليزية: 1995 YR)‏ هو كويكب ضمن حزام الكويكبات؛ وترتيبه 26902 من حيث الاكتشاف.
اكتُشف هذا الجُرم الفلكي بواسطة ناوتو ساتو في 17 ديسمبر 1995.

## وصلات خارجية
- (26902) 1995 YR في قاعدة بيانات مختبر الدفع النفاث لأجرام النظام الشمسي الصغيرة

- الاكتشاف · مخطط المدار ·  العناصر المدارية · المعلمات المادية

- (26902) 1995 YR على موقع ويكي سكاي: DSS2, SDSS, GALEX, IRAS, Hydrogen α, X-Ray, Astrophoto, Sky Map, Articles and images